# Sylvania, Alabama
Sylvania är en kommun (town) i DeKalb County i Alabama. Vid 2010 års folkräkning hade Sylvania 1 837 invånare.